# Восточноамериканский крот
Восточноамериканский крот (лат. Scalopus aquaticus) — насекомоядное млекопитающее семейства кротовых, единственный вид рода Scalopus. Это в целом серый крот среднего размера. Обитает в Онтарио (Канада), восточной части США и в Мексике.

## Таксономия
Карл Линней базировался в своём первом описании этого вида на мёртвом кроте, найденном в воде. В результате он дал ему ошибочное видовое название aquaticus («водный»).

## Описание
Восточноамериканский крот — длиной 16 см, включая хвост (3 см), весит около 75 г. Передние лапы крупные и широкие, их форма идеальна для рытья грунта; снизу лапы оголённые, сверху также практически без волосяного покрытия. Ширина лап превышает их длину, передние и задние пальцы сросшиеся.